# شرف‌الدین علی یزدی
شرف‌الدین علی یزدی از نویسندگان و عرفاي ایرانی دوران تیموریان است.

## زندگی
شرف‌الدین علی یزدی در حوالی دهه ۷۹۰ در یزد یا در نزدیکی شهر تفت حدود سی کیلومتری شمال غرب یزد چشم به جهان گشود. وی در فنون ادب و انواع کمالات ماهر و بسیار فصیح و منشی بلیغ بود. در فن انشا به تمامی اهل عصر خود تقدم داشت و به فقر و تصوف راغب و در معما دارای دستی توانا بود واو تدوین‌کننده این فن می‌باشد.
وی ازجمله رجالی است که عهد آل مظفر و دوران تیموری را درک کرده‌است. در نزد تیمورلنگ مقرب بود و ابراهیم بن شاهرخ بن تیمور هم نسبت به وی محبت بسیاری داشته‌است و برحسب اصرار او کتاب ظفرنامه تیموری را که حاوی احوال تاریخی خانواده تیموری و فتوحات امیرتیمور می‌باشد درظرف چهارسال تألیف کرد و اطلاعات خود را از (ظفرنامه نظام شاهی) و مطالبی که روزنامه چیان این کتاب دراین زمینه به‌شمار می‌رود نیز بدان افزود، 
چندی پس از تألیف این کتاب مقدمه‌ای در شرح قبایل ترک کتاب نوشته که به تاریخ جهانگیر یا (مقدمه ظفرنامه) معروف شده‌است. شرف‌الدین علی یزدی در اواخر زندگی در خانقاه عزلت شاه ولی تفت زندگی می‌کرد و در همان‌جا در سال ۸۵۸ چشم از جهان فروبست.
وی را در مزارشرفیه کنار مسجد امير چخماق یزد به خاک سپردند.

## دیگر نوشته ها
- سه رساله به نام مناظر
- منتخب
- الحلل المطرز فی المعما و اللغز
- درمعما
- الکتاب فی علم الاسطرلاب
- کنه المراد فی علم الوفق و الاعداد
- دیوان شعر
- تهلیلیه التوحید من نفس الرحمن